# 波普勒格羅夫 (阿肯色州)
波普勒格羅夫（英語：Poplar Grove）是位於美國阿肯色州菲利普斯縣的一個非建制地區。該地的面積和人口皆未知。

## 地理
波普勒格羅夫的座標為34°32′52″N 90°51′11″W / 34.54778°N 90.85306°W，而該地的平均海拔高度為58米（即190英尺）。